# Лерински музей на съвременното изкуство
Леринският музей на съвременното изкуство (на гръцки: Μουσείο Σύγχρονης Τέχνης Φλώρινας) е музей в град Лерин (Флорина), Гърция

## История
Основан е през 1977 година от Леринския център за изкуства. От 1992 година е разположен в Буфлийската къща - неокласическа сграда на брега на река Сакулева. От 1998 година е в Екзарховата къща.
Колекцията на музея се състои от 480 творби от 254 автори, сред които картини, скулптури и гравюри. В колекцията има картини на Ренгос, Плакотарис, Мавридис, Канярис, Митарас, Кондос, Канакакис, Константинос Кондоянис, Царас, Ксантопулос, Боцоглу, Димитреас, Сахинис, Фокас, Голфинос, Лахас, Каламарас, Папаянис, Георгиадис, Зонголопулос, Перандинос, Куландянос, скултрури на Халепас, гравюри на Хадзикирякос-Гикас, Ренгос, Папагеоргиу, Граматикопулос, Пападакис, Ксенакис, Николау, Сикелиотис, Цоклис, Моралис, Янадакис, Неделкос. В колекцията има дела на Ел Греко, дарени от Националната галерия и 44 флорентински гравюри. Те са изложени от август 1999 г. Освен постоянната изложба музеят организира и симпозиуми и изложби на визуално и приложно изкуство.

## Галерия
- Граматикопулос, „Бяло море“
- Плакотарис, „Лерински пейзаж“
- Митарас, „Слава“
- Скулптура от Халепас